# Ecchloropsis xenophyes
Ecchloropsis xenophyes là một loài bướm đêm trong họ Geometridae.